# Thomas Dossevi
Thomas Dossevi (Chambray-lès-Tours, Francia, 6 de marzo de 1979) es un exfutbolista francés de ascendencia togolesa. Jugaba de volante y delantero y su último equipo fue el Union Sportive du Littoral de Dunkerque.

## Selección nacional
Ha sido internacional con la Selección de fútbol de Togo, ha jugado 26 partidos internacionales y ha anotado 1 gol.

### Participaciones en Copas del Mundo
| Mundial                        | Sede     | Resultado    |
| ------------------------------ | -------- | ------------ |
| Copa Mundial de Fútbol de 2006 | Alemania | Primera fase |

## Clubes
| Club                       | País       | Año       |
| -------------------------- | ---------- | --------- |
| ASOA Valence               | Francia    | 2000-2001 |
| LB Châteauroux             | Francia    | 2001-2003 |
| Stade Reims                | Francia    | 2003-2005 |
| FC Valenciennes            | Francia    | 2005-2007 |
| FC Nantes                  | Francia    | 2007-2010 |
| Swindon Town               | Inglaterra | 2010-2011 |
| Chonburi Football Club     | Tailandia  | 2012      |
| Valenciennes Football Club | Francia    | 2013-2014 |
| USL Dunkerque              | Francia    | 2014-2016 |